# Mentouhotep (épouse de Djéhouty)
Pour les articles homonymes, voir Montouhotep.
Mentouhotep est une reine de la Deuxième Période intermédiaire, épouse du pharaon Djéhouty. 
Elle porte le titre de Grande épouse royale et de Khénémet-néfer-hedjet. 
Elle nous est connue par la découverte d'une partie du mobilier de sa tombe entre 1822 et 1825 dans la nécropole de Dra Abou el-Naga, par l'Italien Giuseppe Passalacqua. Il avait trouvé un vase canope et des boites à cosmétiques. Les objets furent plus tard vendus à Berlin.
Le vase canope a été donné à Mentouhotep par son mari, comme indiqué sur le vase. Le canope original est inscrit pour le roi. Ce vase canope se trouve au Neues Museum de Berlin et porte le numéro 1175.
À l'intérieur de la tombe, ont été également trouvées deux boites à cosmétiques faites en bois et papyrus, désormais exposées au Neues Museum de Berlin, avec le numéro de catalogue SUIS 1176-1182.
Avec le coffret à cosmétique ont été trouvés plusieurs objets : une cuillère à cosmétique et des navires en albâtre. Toutefois, ces navires seraient typiques de la XXVe dynastie.

## Controverse
Vers 1832, John Gardner Wilkinson copie les inscriptions du cercueil d'une reine portant le même nom. Ce cercueil, désormais perdu, avait sur le dessus des inscriptions indiquant qu'elle était la fille du vizir Senebhenaf et d'une femme appelée Sobekhotep. L'intérieur était décoré avec différents motifs, dont beaucoup étaient tirés du Livre des morts des Anciens Égyptiens.
Ce cercueil serait l'un des premiers exemples avec cette composition funéraire. 
Il n'est pas entièrement sûr que le vase canope et le cercueil proviennent de la même tombe : Giuseppe Passalacqua décrit la tombe et mentionne un cercueil anthropoïde richement décoré avec des figures de divinités. Cependant, le cercueil copié par Wilkinson est rectangulaire et non décoré avec des figures de divinités. Par conséquent Herbert Eustis Winlock, examinant les preuves, conclu qu'il y a eu deux reines prénommées Mentouhotep : l'une étant la femme de Djéhouty, l'autre simplement connue par son cercueil. 